# Pediopsoides
Pediopsoides — род цикадок из отряда Полужесткокрылых.

## Описание
Цикадки длиной около 5-6 мм. Переднеспинка немного наклоненная, её исчерченность неясная, по направлению варьирует от поперечной до косой. Для СССР указывался 1 подрод Sispocnis. Лицо шире своей длины. 
- Pediopsoides juglans Mats. — Приморский край России, Корея.